# Avenue Lénine (Saint-Denis)
Pour les articles homonymes, voir Avenue Lénine.
L'avenue Lénine est une voie de communication de Saint-Denis.

## Situation et accès
Elle croise notamment l'avenue de Stalingrad.
Elle se termine place de Strasbourg, lieu de rencontre de la rue de Strasbourg, de l'avenue Paul-Vaillant-Couturier, de l'avenue de Saint-Rémy et de la rue du Général-Joinville.
Sa desserte ferroviaire s'opère par la ligne 1 du tramway d'Île-de-France.

## Origine du nom

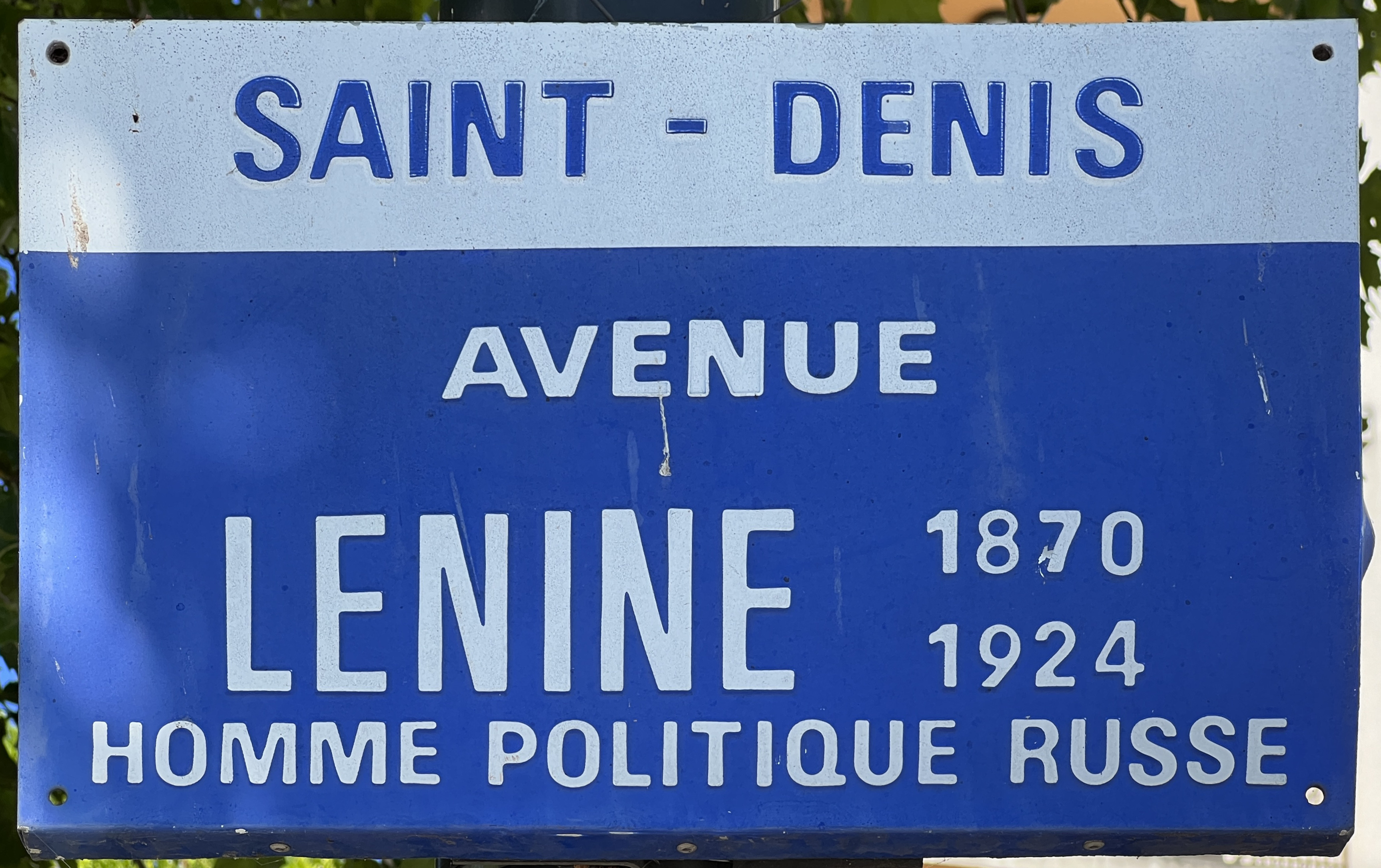
Plaque Avenue Lénine - Saint-Denis.

Le nom de cette avenue est un hommage rendu à Vladimir Ilitch Lénine (1870-1924), révolutionnaire communiste, théoricien politique et homme d'État russe.
Cet odonyme a été attribué à des voies de communications dans de nombreuses villes d'obédience communiste, comme celles de la ceinture rouge.

## Historique
C'est le 26 novembre 1936 que le Conseil général de la Seine prit la décision de la réalisation d'une déviation de la RN1, qui allait devenir cette avenue.
Elle reçut en décembre 1949 le nom d'avenue Joseph-Staline. Elle fut toutefois débaptisée en 1956, à la suite des révélations faites par Nikita Khrouchtchev  sur le culte de la personnalité envers l'homme politique. 
Pendant longtemps, elle resta à l'écart du bâti urbain, ce qui a permis son utilisation par les services techniques de la municipalité. Ainsi, en 1965, lors de la création de la voie rapide sur l'avenue du Président-Wilson menant vers l'autoroute du Nord, les pavés retirés de la voirie ont été stockés avenue Lénine, dans un dépôt créé à cet effet.
Dans les années 2020, un projet de requalification urbaine y est en cours,.

## Bâtiments remarquables et lieux de mémoire
- Université Paris 8 Vincennes-Saint-Denis.
- Parc Marcel-Cachin[7].
- Cimetière de Saint-Denis, créé à la fin du XVIIIe siècle[8].
- Groupe scolaire André-Diez, en 1963 construit au lieu-dit « La Mazure Saint-Léger » par l'architecte André Lurçat[9].
- Lycée d'Enseignement Technique, ouvert en 1961[10].